# Académica Petróleo Kwanda Soyo
L'Académica Petróleo Kwanda Soyo è una società calcistica angolana con sede a Soyo.
Fondato nel 1987, il club nella stagione 2013 milita nella seconda serie angolana.

## Palmarès

### Competizioni nazionali
- Gira Angola: 1

2008 (gruppo B)

### Altri piazzamenti
- Coppa d'Angola:

Semifinalista: 2008, 2009

## Rosa 2013
| N. |                    | Ruolo | Calciatore |
| -- | ------------------ | ----- | ---------- |
|    | Angola (bandiera)  | P     | Willy      |
|    | Angola (bandiera)  | P     | Gomito     |
|    | Angola (bandiera)  | P     | Mingo      |
|    | Angola (bandiera)  | D     | Sady       |
|    | Camerun (bandiera) | D     | Ngoma      |
|    | Togo (bandiera)    | D     | Adawa      |
|    | Angola (bandiera)  | D     | Fiston     |
|    | Angola (bandiera)  | D     | Delcio     |
|    | Angola (bandiera)  | D     | Ze Loko    |
|    | Angola (bandiera)  | C     | Dauda      |
|    | Angola (bandiera)  | C     | Bobo       |

| N. |                       | Ruolo | Calciatore |
| -- | --------------------- | ----- | ---------- |
|    | Brasile (bandiera)    | C     | Pauleta    |
|    | Angola (bandiera)     | C     | Man Sapas  |
|    | eSwatini (bandiera)   | C     | Kwmpa      |
|    | Portogallo (bandiera) | C     | Buta       |
|    | Camerun (bandiera)    | C     | Emena      |
|    | Angola (bandiera)     | C     | Capeleco   |
|    | Angola (bandiera)     | C     | Pioka      |
|    | Angola (bandiera)     | A     | Janeiro    |
|    | Brasile (bandiera)    | A     | Lagos      |
|    | Angola (bandiera)     | A     | Raúl       |
|    | Angola (bandiera)     | A     | Abo        |

## Partecipazioni a competizioni CAF
- CAF Confederation Cup: 1 partecipazione

2010 - Primo turno